# Livingston (Alabama)
Pour les articles homonymes, voir Livingston.
La ville de Livingston est le siège du comté de Sumter, dans l'État de l'Alabama, aux États-Unis.

## Personnalité liée à la ville
- Richard Arrington Jr. (1934-), premier maire noir de la ville de Birmingham, est né à Livingston.

## Démographie
| 1870 | 1880 | 1890 | 1900 | 1910 | 1920 | 1930  | 1940  |
| ---- | ---- | ---- | ---- | ---- | ---- | ----- | ----- |
| 500  | 738  | 850  | 851  | 877  | 968  | 1 072 | 1 170 |

| 1950  | 1960  | 1970  | 1980  | 1990  | 2000  | 2010  | - |
| ----- | ----- | ----- | ----- | ----- | ----- | ----- | - |
| 1 681 | 1 544 | 2 358 | 3 187 | 3 530 | 3 297 | 3 485 | - |